# A Bit O' This & That
A Bit O' This & That è un album del 2007 realizzato da Emilie Autumn. Contiene pezzi rari, b-sides e varie altre produzioni risalenti agli inizi della sua carriera. È stato pubblicizzato su iTunes il 23 aprile di quell'anno, e poi lanciato in edizione limitata Digipak il 17 agosto: le 3000 copie sono state distribuite a livello mondiale. L'edizione definitiva è del 29 febbraio 2008.

## Tracce
1. Chambermaid (Space Mix)
2. What If (Celtic Mix)
3. Hollow Like My Soul (M. Boyd, arrangiamenti di E. Autumn)
4. By The Sword (Emilie Autumn)
5. I Don't Care Much (Kander/Ebb, da Cabaret)
6. I Know It's Over (Live) (The Smiths)
7. Find Me A Man (Emilie Autumn)
8. O Mistress Mine (Testo di W. Shakespeare)
9. The Star Spangled Banner (Tradizionale)
10. All My Loving (The Beatles)
11. Sonata in d minor for Violin & Continuo (Live strumentale) (F. M. Veracini)
12. Ancient Grounds (Live strumentale) (Emilie Autumn)
13. Always Look On The Bright Side of Life (Strumentale) (E. Idle, da Monty Python's Life of Brian)
14. With Every Passing Day (A. Ferris, da Upstairs Downstairs, BBC)
15. Miss Lucy Had Some Leeches (Live) (Emilie Autumn)